# هوم ریتیل
هوم ریتیل (انگلیسی: Home Retail) شرکت خرده‌فروشی بریتانیایی است، که در سال ۲۰۰۶ توسط شرکت سینزبوریز تأسیس شد.